# Somphu
Somphu (voller Thronname Somdet Brhat-Anya Chao Jumbuya Raja Sri Sadhana Kanayudha; * 1486 in Sawa; † 1501 ebenda) war zwischen 1495 und 1500 nach dem Tod seines Vaters König von Lan Chang.

## Leben
Somphu war der einzige Sohn von König Suvanna Ban Lang und wurde privat im Palast erzogen. Nach dem Tod seines Vaters führte er unter der Regentschaft seines Onkels Prinz Laksana Vijaya Kumara (Luche Phe Sai) sein Reich und war seit 1497 souverän. 1500 wurde er des Amtes enthoben und starb 1501 in Sawa. Nachfolger wurde Visunharat Thipath (reg. 1500–1520).